# Refsvindinge Sogn
Refsvindinge Sogn er et sogn i Kerteminde-Nyborg Provsti (Fyens Stift).
I 1800-tallet var Refsvindinge Sogn anneks til Kullerup Sogn. Begge sogne hørte til Vindinge Herred i Svendborg Amt. Kullerup-Refsvindinge sognekommune blev ved kommunalreformen i 1970 indlemmet i Ørbæk Kommune, der ved strukturreformen i 2007 indgik i Nyborg Kommune.
I Refsvindinge Sogn ligger Refsvindinge Kirke.
I sognet findes følgende autoriserede stednavne:
- Bøgebjerg (bebyggelse)
- Hedemarken (bebyggelse)
- Kildemose (bebyggelse)
- Kukkerhuse (bebyggelse)
- Lunget (bebyggelse)
- Refsvindinge (bebyggelse, ejerlav)
- Stenhave (bebyggelse)
- Toftehuse (bebyggelse)